# Carrer dels Mestres Villà (el Masnou)
El carrer dels Mestres Villà és un carrer del municipi del Masnou (Maresme) amb un conjunt arquitectònic protegit com a bé cultural d'interès local.

## Descripció
És un carrer d'ús residencial paral·lel al mar que destaca pel conjunt d'edificacions entre mitgeres a banda i banda del carrer amb patis davanters, en alguns casos, i la façana principal enretirada del pla de carrer. Es defineixen de planta rectangular i consten de planta baixa i planta pis, acabades amb coberta a dues aigües i el carener paral·lel a la façana i, en alguns casos, amb un terrat pla en la seva meitat meridional.
Les façanes solen tenir un ritme repetitiu i de composició simètrica pel que fa a les obertures: en la planta superior combinant dues finestres idèntiques i en planta baixa amb una porta d'accés i una finestra.
Els patis davanters es troben alineats al pla del carrer, queden limitats per uns murs baixos i tanques i defineixen unes característiques pròpies d'aquest conjunt. Pel que fa al tipus de parament de les façanes, és un estucat pintat de colors diversos i relleus segons els casos.

## Història
Fins a l'any 1931 s'anomenava carrer de Santa Anna. Aquell any, l'Ajuntament decidí canviar el nom del carrer i dedicar-lo als mestres Jaume i Josep Villà i Serra, de Vilassar de Dalt, creadors el 1860 d'una escola privada de nàutica, anomenada popularment l'Estudi de Vilassar, que es trobava al mateix carrer, i que va propiciar la creació de l'Escola de Nàutica del Masnou l'any 1869.